# Clavidisculum microsporum
Clavidisculum microsporum är en svampart som beskrevs av Graddon 1977. Clavidisculum microsporum ingår i släktet Clavidisculum och familjen Hyaloscyphaceae.   Inga underarter finns listade i Catalogue of Life.